# Александър Бенуа
Алекса̀ндър Никола̀евич Бенуа̀ (на руски: Алекса́ндр Никола́евич Бенуа́) е руски художник, критик и сценограф, работил дълго време и във Франция.
Роден е на 3 май (21 април стар стил) 1870 година в Санкт Петербург в семейството на архитекта от френски произход Николай Бенуа и Камила Бенуа, дъщеря на архитекта Алберт Кавос. През 1894 година завършва право в Санктпетербургския университет, но още преди това започва да излага свои картини. Бързо придобива известност в Русия, а през 1898 година основава списанието „Мир искуства“, което става център на авангарден художествен кръг. През 1926 година напуска Съветския съюз и до края на живота си остава във Франция.
Александър Бенуа умира на 9 февруари 1960 година в Париж.